# Budíškovice
Budíškovice (deutsch Budischkowitz) ist eine Gemeinde im Okres Jindřichův Hradec in Mähren, Tschechien. Sie liegt in 512 m ü. M. 7 km nordwestlich von Jemnice.
In Budíškovice befindet sich das Congregatio Sororum III Ordinis Regularis Sancti Raphaelis des Franziskanerordens.

## Gemeindegliederung
Die Gemeinde Budíškovice besteht aus den Ortsteilen Budíškovice, Manešovice (Maneschowitz), Ostojkovice (Wostoikowitz) und Vesce (Wesetz), die zugleich auch Katastralbezirke bilden.
Der Ortsteil Ostojkovice wird durch die Gemeinde Třebětice vom übrigen Gemeindegebiet abgetrennt.

## Einzelnachweise

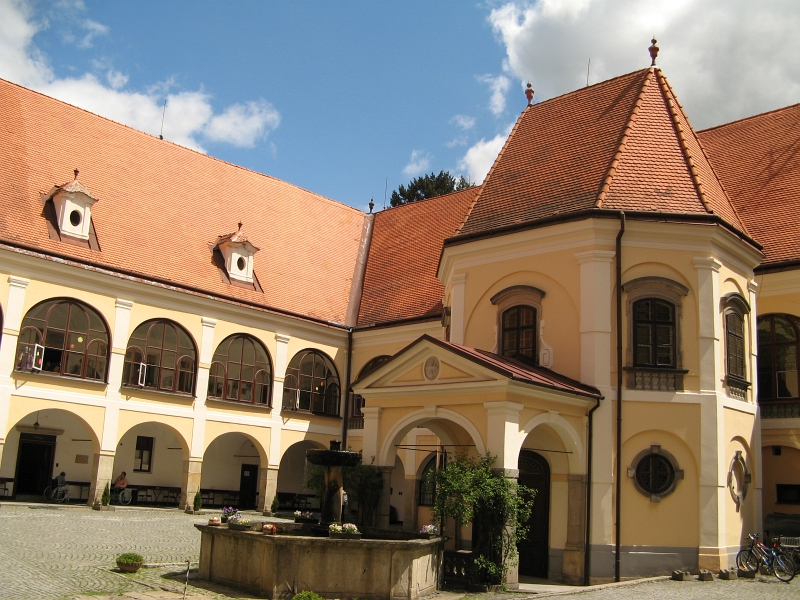
Schloss Budíškovice